# Jagodziny
Jagodziny, 1945 bis 1947 Kedzwałd (deutsch Ketzwalde) ist ein kleines Dorf in der polnischen Woiwodschaft Ermland-Masuren. Es gehört zur Gmina Dąbrówno (Landgemeinde Gilgenburg) im Powiat Ostródzki (Kreis Osterode in Ostpreußen).

## Geographische Lage
Jagodziny liegt im äußersten Südosten des Landschaftsschutzpark Kernsdorfer Höhen (polnisch Park Krajobrazowy Wzgórz Dylewskich) im Südwesten der Woiwodschaft Ermland-Masuren, 24 Kilometer südlich der Kreisstadt Ostróda (deutsch Osterode in Ostpreußen).

## Geschichte
Das vor 1785 Kletzwalde genannte kleine Gutsdorf wurde 1411 erstmals erwähnt. Im Jahre 1874 wurde der Gutsbezirk Ketzwalde in den neu errichteten Amtsbezirk Marienfelde (polnisch Glaznoty) im Kreis Osterode in Ostpreußen aufgenommen., aber schon 1882 in den Amtsbezirk Klein Nappern (polnisch Czerlin) umgegliedert.
Im Jahre 1910 zählte der Gutsbezirk Ketzwalde 506 Einwohner. Als 1920 das Amtsdorf Klein Nappern aufgrund einer Volksabstimmung an Polen abgetreten wurde, kam Ketzwalde wieder zum Amtsbezirk Marienfelde, bei dem es bis 1945 blieb. 1933 belief sich die Einwohnerzahl Ketzwaldes auf 476 und 1939 auf 433.
In Kriegsfolge wurde Ketzwalde 1945 mit dem gesamten südlichen Ostpreußen an Polen überstellt. Das Dorf wurde zunächst „Kedzwałd“ genannt, erhielt 1947 aber die polnische Namensform „Jagodziny“. Es gehört heute zum Verbund der Gmina Dąbrówno (Landgemeinde Gilgenburg) im Powiat Ostródzki, bis 1998 der Woiwodschaft Olsztyn, seither der Woiwodschaft Ermland-Masuren zugehörig. Im Jahre 2011 zählte Jagodziny 109 Einwohner.

## Kirche
Bis 1945 war Ketzwalde in die evangelische Kirche Marwalde in der Kirchenprovinz Ostpreußen der Kirche der Altpreußischen Union, außerdem in die römisch-katholische Kirche Pronikau (polnisch Prątnica) eingepfarrt.
Im heutigen Polen gehört Jagodziny zur evangelischen Kirche in Gardyny ((Groß) Gardienen), die eine Filialkirche der Heilig-Kreuz-Gemeinde Nidzica (Neidenburg) in der Diözese Masuren der Evangelisch-Augsburgischen Kirche in Polen ist. Die römisch-katholischen Einwohner Jagodzinys sind der Pfarrei Marwałd im Erzbistum Ermland zugeordnet.

## Verkehr
Jagodziny liegt südlich der Woiwodschaftsstraße 537 und ist von Wygoda (Ruhwalde) aus auf direktem Wege zu erreichen. Auch vom Nachbarort Klonówko (Hedwigshöhe) führt eine Straße nach Jagodziny. Ein Bahnanschluss besteht nicht.